# Louis Leakey
Louis Seymour Bazett Leakey«, britanski antropolog, primatolog in arheolog, * 7. avgust, 1903, Kabete, Kenija, † 1. oktober 1972, London, ZK. 
Z ženo Mary Leakey je vzpostavil arheološko območje v severnem delu Tanzanije, Olduvajsko sotesko, kjer sta iskala fosile.  Skupaj sta našla neprimerljive najdbe hominidov izpred milijonov let, ki so vezani na evolucijo primatov in človeka.

## Zgodnja leta
Louis Seymour Bazett Leakey se je rodil 7. avgusta, 1903, v Kabetu, v Keniji, kjer so ga vzgojili angleški starši mama Mary Bazett Leakey in oče Harry Leakey. Vzgajala sta ga poleg ljudstva Kikuyu, ki je največja etnična skupina v Keniji. Njej pripada 6,6 milijonov Kikuycev, kar doprinese 17% celotne kenijske populacije. Govorijo jezik, ki se uvršča med bantu jezike in ga imenujemo kikuyski jezik. Ker je imela ta družba nanj velik vpliv, se je že mlad, pred angleščino, naučil jezika Kikuycev, se naučil loviti in se vključil v kikuysko etnično skupino. Kot otrok se je zanimal za naravo in živali, še posebej ptiče oz. ornitologijo, kar je vodilo do odkritja njegove strasti za raziskovanje izvora človeka.

## Šolanje
Leta 1921 je odpotoval v Anglijo,  da bi se izobrazil o antropologiji in arheologiji na St. John’s College, Univerzi v Cambridgeu, kjer je pridobil doktorat o afriški prazgodovini. Leta 1926 je diplomiral iz antropologije in arheologije. Strinjal se je z Darwinovo teorijo, da človeška rasa izvira iz Afrike. Tako je kljuboval konvencionalnim prepričanjem, da kot vrsta izviramo iz Azije ali Evrope. Leta se je poročil s Frido Avern. Skupaj sta imela sina Colina.

## Mary in Louis Leakey
Louis Leakey se je preselil nazaj na svoj rojstni kontinent, da bi se podal na arheološke ekspedicije med leti 1920 in 1930. Kasneje je izdal dela o odkritjih hominidov. Leakey je leta 1931 prvič odpotoval v Olduvajsko sotesko na območju današnje Tanzanije, arheološkem najdišču, po katerem je kasneje postal najbolj znan.
Leta 1936 se je ločil od prve žene in poročil z Mary Nicol. Skupaj sta že leta 1934 ustvarila knjigo Adamovi predniki (Adam’s Ancestors), za katero je Mary priskrbela arheološke ilustracije. Z drugo ženo je imel tri otroke: Jonathana, Richarda in Philipa.
Kot profesionalen par, je bila Mary znana po temu, da se je držala zase in bila natančna in previdna pri kvaliteti in natančnosti njunih najdb; Louis pa je bil bolj znan kot predavatelj. Ni ga bilo strah predstavljati novih konceptov javnosti, tudi ko so kritizirali njegovo direktnost, njegove ideje in njihovo legitimnost.
Po drugi svetovni vojni je postal kustos v Coryndon Memorial Museum v Nairobiju in sodeloval z organizacijami, ki so se ukvarjale z raziskovanjem prazgodovine človeka. Leta 1948 je Mary Leakey na Rusinga Island odkrila fosilne ostanke hominida proconsul africanus, prednika opic in ljudi, ki je bival več kot 18 miljonov let nazaj.

## Velike najdbe v Olduvajski soteski
Po nekaj manjših odkopavanjih v Olduvajski soteski, kjer sta do tedaj odkopala nekaj orodij in živalskih fosilov, sta v letu 1959 pričela večje raziskovalne projekte v soteski. Tega leta, ko je imel Louis gripo, je Mary odkrila fosil hominida imenovan Zinjanthropus Boisei, za katerega sklepajo, da je star približno dva miljona let.
Potem so leta 1960, njun sin in ekipa Leakey, odkrili še eno pomembno fosilsko najdbo. In sicer Homo habilisa, ki je do danes najstarejša najdba človeškega prednika. Louis Leakey, ki je na najdbišču odkril tudi lobanjo Homo erectusa, je teoretiziral, da sta H. Habilis in Z. Bosei predstavnika so-bivajočih homidnih rodov, tezo, ki so jo Leakyjevi kolegi v začetku sprejeli s skepticizmom. S kasnejšimi najdbami je podprl to tezo.
Olduvajske najdbe so bile takrat senzacija, ki so močno pripomogle k razumevanju človeškega izvora. Dokazale so, da je človeška rasa mnogo starejša, kot so do tedaj verjeli in da je človeška evolucija izvirala iz Afrike. Leakey se je kasneje odmaknil od raziskovanja v Afriki - kjer sta sin Richard in Mary nadaljevala njegovo delo - in se je posvetil predavanjem, primatologiji ter mentorstvu Jane Goodall in Dian Fossey.

## Leakeyeva družinska zapuščina
Mary in Louis sta domnevno imela napeto razmerje zadnja leta njunega zakona, in sicer službene ter osebne težave. Vseeno pa so Leakeyevi še dalje prispevali k naravoslovnim znanostim. Sin Richard, njegova žena Maeve in hčerka Louise so se vsi ukvarjali s paleoantropologijo in ohranjanjem divjine. Louis Leakey pa je v svojem življenju izdal kar 17 znanstvenih literarnih del in objavil številne članke v strokovnih revijah.
Medtem ko je Louis potoval po Združenih državah Amerike, da bi predaval o svojih najdbah in zbral denar za nova raziskovanja, je srečal premožne somišljenike. Le-ti so leta 1968 ustanovili The Leakey Foundation. S sredstvi so pomagali zakoncema pri terenskem delu in ostalim pri iskanju denarja za nove študije. Jane Goodall, Don Johanson, Dian Fossey in Birutė Galdikas so med mnogimi, ki jih je fundacija financirala.
Louis Leakey je za posledicami srčne kapi umrl 1. oktobra 1972 v Londonu.

## Znana dela v angleščini
- The Stone Age Cultures of Kenya Colony (1931)
- White African: An Early Autobiography (1937)
- Mau Mau and the Kikuyu (1952)
- Unveiling Man’s Origins (1969)